# Aula Uniwersytecka w Poznaniu
Aula Uniwersytetu im. Adama Mickiewicza w Poznaniu – neorenesansowy budynek wzniesiony w latach 1905–1910 według projektu Edwarda Fürstenaua wraz z przylegającym do niego od strony północnej Collegium Minus na potrzeby Akademii Królewskiej. Znajduje się przy skrzyżowaniu ul. Święty Marcin i ul. Henryka Wieniawskiego, przy placu Adama Mickiewicza w Poznaniu.

## Historia
W dniu 7 maja 1919 inaugurowała w niej swoją działalność Wszechnica Piastowska – późniejszy Uniwersytet Poznański, od 1955 występujący pod nazwą Uniwersytet im. Adama Mickiewicza. Ponadto z auli korzysta również, wywodzący się z Uniwersytetu Poznańskiego, Uniwersytet Medyczny im. Karola Marcinkowskiego w Poznaniu.
W 1946 w sali obradował Najwyższy Trybunał Narodowy sądząc niemieckiego zbrodniarza wojennego Arthura Greisera i wydając nań wyrok śmierci w ostatniej publicznej egzekucji w Polsce.
Doskonała akustyka auli sprawia, że jest ona też stałą salą koncertową Filharmonii Poznańskiej, a ponadto odbywają się w niej liczne imprezy muzyczne, z których najważniejszą jest Międzynarodowy Konkurs Skrzypcowy im. Henryka Wieniawskiego.

## Opis
Budynek zajmuje południowo-zachodni fragment pierzei otaczających plac Adama Mickiewicza, na terenie Dzielnicy Cesarskiej. Budynek swoją zewnętrzną formą nawiązuje do północnego renesansu. Wnętrze zajmuje sala na około 1000 osób przykryta sklepieniem kolebkowym. Pokrywa je wykonana w 1947 polichromia autorstwa Wacława Taranczewskiego (przedstawiają między innymi rydwan Apolla w otoczeniu muz). Zastąpiła ona oryginalną, przedwojenną, która znacznie ucierpiała podczas II wojny światowej. Obecny kształt wnętrzu nadał generalny remont z 2006, który między innymi zmienił kolor szafy organowej.